# 西鸡西街道
西鸡西街道，是中华人民共和国黑龙江省鸡西市鸡冠区下辖的一个乡镇级行政单位。

## 行政区划
西鸡西街道下辖以下地区：
前进社区、建华社区、铁中社区、铁西社区、建民社区和先锋社区。